# 薛向晨
薛向晨（1911年—1970年12月），原名薛晓幽，又名孙光斗、孙斌，男，陕西韩城人，中华人民共和国政治人物、世界语者。1931年任中共山西特委军委代理书记，被捕后叛变，并参与指认中共党员刘天章等人。1932年-1935年回西安参加西京世界语学会工作。后继续参与中共活动，在内蒙古东部地区与乌兰夫等人共事。1960年任中央民族事务委员会副主任。1963年1月因“历史反革命罪”被逮捕判刑，1970年12月病死狱中。